# Holbæk Kirke (Norddjurs Kommune)
Holbæk Kirke ligger i Holbæk i Rougsø Herred på Norddjursland.
- Set fra syd
- Set indefra
- Døbefonten udført af stenmesteren Horder.

## Eksterne kilder og henvisninger
- Holbæk Kirke Arkiveret 31. januar 2011 hos  Wayback Machine hos nordenskirker.dk
- Holbæk Kirke hos KortTilKirken.dk

- Wikimedia Commons har flere filer relateret til Holbæk Kirke (Norddjurs Kommune)